# Juan Torres de Osorio
Juan de Torres Osorio (Cuéllar, 16 gennaio 1562 – Valladolid, 23 settembre 1632) è stato un vescovo spagnolo che fu vescovo di Siracusa dal 1613 al 1619, vescovo di Catania dal 1619 al 1624, vescovo di Oviedo dal 1624 al 1627 e vescovo di Valladolid  dal 1627 al 1632. Pur non prendendo possesso delle sedi, fu nominato anche vescovo di Saragozza, vescovo di Monreale e vescovo di Malaga.

## Biografia
Di nobili natali, era figlio di Gutierre de Torres e Margarita Osorio Bracamonte. Fece i suoi primi studi presso la scuola di grammatica della sua città natale, per poi passare all'Università di Salamanca, dove si laureò in diritto canonico. 
Ricevette la prima carica di governo dall'arciduca Alberto d'Austria, che essendo arcivescovo di Toledo lo nominò vicario di Ciudad Real. Successivamente Filippo III lo nominò giudice del Regno di Sicilia, dove si trovava quando fu nominato vescovo di Saragozza e vescovo di Monreale, anche se rifiutò entrambi gli incarichi. Nel 1613 venne nominato in una nuova diocesi, quella di Siracusa, e ne prese possesso il 24 novembre 1613. In questo incarico si distinse per la sua carità nell'aiutare i poveri, cosa che gli causò diverse inimicizie. Contemporaneamente servì il re di Spagna e il viceré, il principe Filiberto. Nel 1619 fu nominato vescovo di Catania, carica che mantenne fino al 29 maggio 1624, quando fu nominato vescovo di Oviedo. Entrò in carica l'anno successivo e appena due anni dopo fu trasferito al vescovado di Valladolid. Filippo IV lo nominò quindi visitatore della Cancelleria reale di Granada, e pertanto non prese possesso del vescovado di Valladolid fino al 1629. A causa della sua distinzione nel buon governo di Granada, gli fu affidata la presidenza della Cancelleria reale di Valladolid. Nel 1632 fu eletto vescovo di Malaga, ma non poté assumere il suo nuovo incarico, poiché morì a Valladolid il 23 settembre di quell'anno e venne sepolto nella sua cattedrale, presso il sepolcro del fondatore della città, il conte Pedro Ansúrez. 

## Genealogia episcopale
La genealogia episcopale è:
- Vescovo Otto von Sonnenberg
- Vescovo Friedrich von Zollern
- Vescovo Ruprecht von Pfalz-Simmern
- Vescovo Mathias Schach, O.Cart.
- Vescovo Philipp von der Pfalz
- Cardinale Matthäus Lang von Wellenburg
- Vescovo Ägidius Rehm
- Vescovo Johann Kluspeck, C.R.S.A.
- Vescovo Wolfgang von Salm
- Vescovo Urban Sagstetter
- Arcivescovo Johann Jakob von Kuen-Belasy
- Vescovo Urban von Trennbach
- Arcivescovo Wolf Dietrich von Raitenau
- Cardinale Alfonso Visconti, C.O.
- Cardinale Paolo Emilio Sfondrati
- Vescovo Juan de Torres Osorio